# 大貫憲章
大貫 憲章（おおぬき けんしょう、1951年2月22日 - ）は、日本の音楽評論家、ディスクジョッキー（DJ）。東京都出身。立教大学卒業。

## 略歴
1971年、大学在籍中に音楽評論家として執筆活動を開始。ロックを中心に執筆活動を行い、特にパンク・ロック、UKロックに造詣が深い。パンクらしく格式ばっていない軽い口調の刺々しい文体が特徴。セックス・ピストルズのライナーノーツで堂々とピストルズの再結成について批判を行なったこともある。NHKラジオ第1放送の「若いこだま」でDJを担当してからDJとしての活動も精力的に行なっている。1980年より続く、パンクを中心に選曲したDJイベント「LONDON NITE」を主宰している。

## 人物
同じロック評論家の伊藤政則とは「セーソク」「ケンショー」と呼び合う仲で、渋谷陽一とも交流が深く、渋谷が番組を担当するラジオ番組『ワールドロックナウ』（NHK-FM放送）の年末特番ではこの3人による鼎談が行われる。

## 出演

### テレビ
- ライブロックショー（テレビ東京）司会

### ラジオ
- 若いこだま（NHKラジオ第1放送）[3][5]
- ペパーミントストリート（文化放送）[3]
- KENROCKS NITE（InterFM897）[6]
- ロンナイ（JFN系列14局）[7]
- ロックDe GO!（JFN基幹7局）[8]
- Kenrocks Nite-Ver.2（InterFM897）[9]
- 全英TOP20（ラジオ日本）[3]
- 電リクブラザーズ（ラジオ日本）[3]
- 洋楽シーカーズ（NHK-FM）

## 著書等
- 大貫憲章のRock快楽主義（1985年9月、シンコーミュージック）
- ディープパープル 紫の伝説（1988年11月、シンコーミュージック）
- ロンドンナイト・コンプリートガイド: 25th anniversary 1980-2006（2006年3月、ポイズン・エディターズ）※監修 ISBN 443407671X
- ロンドン・ナイト・ディスク・ガイド（2008年4月、ブルース・インターアクションズ）※監修 ISBN 978-4-86020-235-4
- DJ ALL TIME CLASSICS 200 大貫憲章（2015年12月18日、シンコーミュージック）ISBN	978-4-401-64116-1
- Free Magazine ANTHEM インタヴュー集 音楽で世界は変わる ロックが生んだ8つの価値観（2015年2月28日、アルファベータブックス）8人のうちの1人